# Brad Gushue
Bradley Raymond "Brad" Gushue (født 16. juni 1980) er en canadisk curler.
Gushue blev olympisk mester i curling under vinter-OL 2006 i Torino. Han var en del af det canadiske hold, der vandt curlingturneringen for mænd foran Finland og USA. De vandt semifinalen over USA med 11-5 og finalen over Finland med 10-4. De andre på holdet var Mark Nichols, Russ Howard, Jamie Korab og Mike Adam.
Under vinter-OL 2022 i Beijing tog han bronze.